# Stavkirke di Heddal
La chiesa in legno di Heddal (Heddal stavkirke) è una chiesa in legno strutturale presso Heddal nella municipalità di Notodden in Norvegia risalente ai primi del XIII secolo. È la più grande di tutte le chiese in legno conservate e un'importante attrazione turistica, pur mantenendo le funzioni liturgiche di chiesa luterana.

## Storia
Le datazioni dendrocronologiche indicano che parti significative della chiesa risalgono alla metà del XIII secolo, sebbene alcune sezioni siano più antiche e altre più recenti. Un'iscrizione runica nel coro, datata al 1167, è stata interpretata come un'iscrizione di consacrazione. La data esatta di costruzione rimane incerta, con stime che variano dal XIII secolo a un periodo avanzato del XIV secolo. La chiesa è menzionata indirettamente in una fonte scritta del 1315, quando sira Eilif, che era il prete di Heddal, viene citato in un atto di permuta. I resti di materiali da costruzione più antichi, rilevati tramite analisi dendrocronologiche, suggeriscono la possibile esistenza di una chiesa precedente sullo stesso sito. Il coro dell'attuale chiesa potrebbe aver funzionato come navata in un edificio più antico.
Dopo la Riforma, la chiesa era in condizioni piuttosto cattive e fu restaurata e parzialmente ricostruita nel XVII secolo. Tra le altre cose, venne aggiunto un soffitto basso e piatto, e furono inserite finestre vicino al soffitto, con decorazioni interne dipinte. Questo interno è documentato, tra l'altro, nel dipinto Catechizzazione in una chiesa di campagna norvegese di Adolph Tidemand (1847). L'architetto danese Johan Henrik Nebelong rimosse, nel periodo 1849–1851, le modifiche del XVII secolo. All'epoca, vi fu una forte insoddisfazione per il lavoro di Nebelong. Un nuovo restauro fu eseguito negli anni 1950 con contributi di H.B. Holta di Tinfoss e sotto la direzione di Gudolf Blakstad e Herman Munthe-Kaas. La struttura principale dell'interno, insieme a resti di decorazioni medievali e del XVII secolo, vennero alla luce in quell'occasione.
La stavkirke di Heddal ha svolto un ruolo cruciale nella descrizione e nella conservazione delle stavkirke norvegesi. Fu la prima a essere descritta in una pubblicazione da Johannes Flintoe nella Samlinger til det Norske Folks Sprog og Historie (Christiania, 1834). Il libro includeva anche un disegno della facciata sud della chiesa, insieme a una pianta del piano terra, probabilmente il primo rilievo architettonico di una stavkirke. Thomas Fearnley disegnò poi la chiesa vista da est nel luglio del 1828. L'inglese Thomas Forester esaminò la chiesa intorno al 1848 e la descrisse come uno dei migliori esempi delle antiche chiese in legno della Norvegia. Forester notò che i pali che sostenevano la torre erano così lunghi e di dimensioni tali che non se ne trovano più nelle foreste moderne. 
Confrontando la chiesa di Heddal con quella di Urnes, nel distretto parrocchiale di Hafslo nel Sogn interiore, lì si rileva un antico interno preservato meglio, da cui si può ottenere un'idea più completa dell'aspetto originario di Heddal.

### Leggenda
Esiste un'antica leggenda su come la chiesa fu costruita in tre giorni. La leggenda narra che cinque contadini di Heddal si unirono per edificare la chiesa. Un giorno, uno di loro, Raud Rygi, incontrò un uomo sconosciuto che si offrì di costruire la chiesa, ma solo a patto che fosse soddisfatta una delle tre condizioni: Raud Rygi doveva portare il sole e la luna giù dal cielo, versare il suo sangue o indovinare il nome dello sconosciuto. Raud pensò di avere abbastanza tempo per risolvere l'enigma e accettò l'accordo. Tuttavia, il tempo a sua disposizione si rivelò breve. La prima notte, tutti i materiali erano già pronti, la seconda notte la guglia era stata eretta e il terzo giorno la chiesa sarebbe stata completata. Temendo per la sua vita, Raud camminò per i suoi campi riflettendo sul nome di quello straniero. Quando andà verso Svintruberget (a sud-est della chiesa), udì una canzone forte e melodiosa provenire dalla montagna: «Hys, hys, piccolino, domani arriva Finn con la luna, non risparmierà né il sole né il cuore cristiano per divertire i bambini». Così l'enigma fu risolto: il costruttore era il troll Finn, che viveva a Svintruberget. In questo modo, Raud Rygi salvò la sua vita e Heddal ottenne la sua chiesa. Ma Finn non poteva sopportare il suono delle campane della chiesa e quindi si trasferì poi alla montagna Himingen.
Questa leggenda è una variante del tipo di una tradizione orale portata avanti dai menestrelli itineranti: la leggenda di Finn.

## Descrizione
Presenta un aspetto monumentale, è una stavkirke di tipo B, la cui pianta consiste in una navata, un coro con abside semicircolare e una galleria che circonda tutta la chiesa. Tanto la navata quanto il coro sono divisi in un'aula centrale dal tetto più elevato, circondata da un deambulatorio di minore altezza.
Una panca da chiesa, risalente al XIV secolo, è oggi conservata nel Norsk Folkemuseum e qui presente in una copia. Un lampadario ad anello con spazio per 23 candele e un antependium del 1250 sono conservati presso la collezione di antichità dell'Università di Oslo.